# Rokinie
Rokinie (ukr. Рокині) – osiedle typu miejskiego na Ukrainie w rejonie łuckim obwodu wołyńskiego. W II Rzeczypospolitej miejscowość należała do gminy wiejskiej Kniahininek w powiecie łuckim województwa wołyńskiego. Osiedle liczy 1 tys. mieszkańców (2025).